# Брулат
Брулат (фр. Brûlatte) насеље је и општина у западној Француској у региону Лоара, у департману Мајен која припада префектури Лавал.
По подацима из 2011. године у општини је живело 703 становника, а густина насељености је износила 46,13 становника/km². Општина се простире на површини од 15,24 km². Налази се на средњој надморској висини од 111 метар (максималној 191 m, а минималној 92 m).

## Демографија
| 1962. | 1968. | 1975. | 1982. | 1990. | 1999. | 2011. |
| ----- | ----- | ----- | ----- | ----- | ----- | ----- |
| 341   | 373   | 437   | 595   | 622   | 607   | 703   |

График промене броја становника у току последњих година